# Valentin Poénaru
Valentin Alexandre Poénaru  (Bucareste, 1932) é um matemático franco-romeno.

## Vida e obra
Poénaru estudou na Universidade de Bucareste. Em 1962 foi palestrante convidado no Congresso Internacional de Matemáticos em Estocolmo (Produits cartésiens de variétés différentielles par un disque), e nesta ocasião passou a morar no leste europeu. Foi para a França, obtendo em 1963 uma habilitação na Universidade de Paris, orientado por Charles Ehresmann (Thèse d’État, Sur les variétés tridimensionnelles ayant le type d'homotopie de la sphère S3). Poénaru esteve depois durante quatro anos na Universidade Harvard e na Universidade de Princeton (1964/65 no Instituto de Estudos Avançados de Princeton) e a partir de 1967 foi professor da Universidade Paris-Sul em Orsay.

## Publicações selecionadas
- Produits cartésiens de variétés différentielles par un disque. 1963 Proc. Internat. Congr. Mathematicians (Stockholm, 1962) pp. 481–489 Inst. Mittag-Leffler, Djursholm
- com André Haefliger: La classification des immersions combinatoires. Inst. Hautes Études Sci. Publ. Math. No. 23 1964 75–91.
- com William Boone, Wolfgang Haken: On recursively unsolvable problems in topology and their classification. 1968 Contributions to Math. Logic (Colloquium, Hannover, 1966) pp. 37–74 North-Holland, Amsterdam
- Singularités {\displaystyle C^{\infty }} en présence de symétrie. En particulier en présence de la symétrie d'un groupe de Lie compact. Lecture Notes in Mathematics, Vol. 510. Springer-Verlag, Berlin-New York, 1976.
- com Albert Fathi, François Laudenbach: Travaux de Thurston sur les surfaces. Séminaire Orsay. With an English summary. Astérisque, 66-67. Société Mathématique de France, Paris, 1979.
- Almost convex groups, Lipschitz combing, and {\displaystyle \pi _{1}^{\infty }} for universal covering spaces of closed 3-manifolds. J. Differential Geom. 35 (1992), no. 1, 103–130.